# 中村克巳
中村 克巳（なかむら かつみ、1930年（昭和5年）3月2日 - 2000年（平成12年）2月5日）は、日本の政治家。愛知県常滑市長。業務上横領と受託収賄で逮捕され、2期で辞職した。

## 来歴
愛知県出身。愛知県商業学校（現・愛知県立愛知商業高等学校）卒業。1947年（昭和22年）、常滑町役場に奉職。同町は大野町、西浦町、鬼崎町、三和村と合併し1954年（昭和29年）4月に常滑市が誕生。常滑市役所にて市民病院事務局長、総務部長などを歴任。1979年（昭和54年）、助役に就任。
1987年（昭和62年）4月、常滑市長選挙に立候補し、現職の庭瀬健太郎を大差で破り初当選した。
1988年（昭和63年）3月、市の外郭団体「伊勢湾産業文化振興会」を設立。名誉市民に選ばれた盛田昭夫ソニー会長ら常滑市出身の経済人3氏からの寄付1,000万円と市からの支出の計3,000万円の基金で発足。中村はその理事長に就任した。
同年7月、世界デザイン博覧会に高さ6メートルの常滑焼製巨大まねき猫を展示するために、市内の若手製陶業者らで「まねき猫製作実行委員会」が設立された。中村は名誉会長になって資金の工面を約束。名誉市民3氏から1,000万円、企業などから1,500万円の計2,500万円の寄付金を集め、市長名で作った団体「市政研究会」をその振り込み先とした。
伊勢湾産業文化振興会の基金は限度額3,000万円の質権設定がしてあり、理事長の中村の一存で3,000万円がいつでも借り出せるシステムになっていた。借り出しは1988年に始まり、世界デザイン博出品のまねき猫製作のため「まねき猫製作実行委員会」へ1,000万円、その他の活動資金で100万円ずつ3回が行われた。まねき猫の1,000万円は1989年1月に全額返済されている。中村はこのシステムを利用し、株売買の資金に利用した。
1991年（平成3年）4月、再選。同年10月10日、業務上横領容疑で逮捕される。中村は「伊勢湾産業文化振興会」からの1,000万円の横領（1989年2月21日）のほか、「まねき猫製作実行委員会」から500万円、「市政研究会」から500万円の合わせて2,000万円を元手に、当時4,600円台だった京セラの4千株を注文。市長室に証券会社の支店長を呼び出し、代金と手数料合わせて約2,000万円を小切手3通で支払った。この際、中村は四男名義での株購入を指示した。売却は株価が6,000円台まで上がった1989年（平成元年）7月初め。再び市長室で手数料を差し引いた約2,300万円の現金を受け取った。
同年10月30日、中村が理事長を務める常滑市土地開発公社発注の港湾埋め立て工事などをめぐり、建設会社から約500万円のわいろを受け取っていたとして、収賄の容疑で再逮捕された。
中村は初当選した1987年の選挙で助役としての退職金を使い果たしており、同年と1988年、1989年の3回にわたり後援会主催などのバス旅行を実施、トータルで1,500万円ほどの赤字を出している。3回目のバス旅行直後の1989年7月末に中村は後援会幹部から1,000万円を借金しており、これを返済したのは1991年に市長1期目の退職金約1,800万円を手にした直後だった。金策に苦労していたことが横領や収賄につながったと言われている。
同年11月3日、市長を辞職。1992年（平成4年）7月14日までに、名古屋地裁において懲役2年、追徴金1,000万円の刑が確定した。同年末、市の請求に基づき、市長1期目の退職金1,872万7,800円全額を返納した。
2000年（平成12年）2月5日、心原性ショックのため市内の病院で死去。69歳没。